# Sandro Waldmann
Sandro Waldmann (* 20. Februar 1988 in Wolfsberg) ist ein österreichischer Politiker der Freiheitlichen Partei Österreichs (FPÖ) und Landtagsabgeordneter.

## Leben
Waldmann besuchte von 2002 bis 2004 die Landwirtschaftliche Fachschule und absolvierte von 2005 bis 2008 eine Lehre in Elektroinstallationstechnik.
Bis 2021 arbeitete er in seinem Beruf, teilweise in bauleitender Funktion, und als Technikleiter. Ab 5. Juli 2021 war er als Projektleiter beim Tourismusverband Mittelburgenland/Rosalia beschäftigt.

## Politische Karriere
Seit 19. Juni 2021 ist Waldmann Bezirksparteiobmann vom Bezirk Oberpullendorf, einstimmig gewählt beim außerordentlichen Bezirksparteitag. Am 15. April 2023 stellte sich Sandro Waldmann erneut zur Wahl als Bezirksparteiobmann und wurde auch diesmal einstimmig gewählt. Seit 10. Juni 2022 ist er Ortsparteiobmann, von Lockenhaus, am 25. August 2023 stellte er sich wieder zur Wahl des Ortsparteiobmanns von Lockenhaus, bei der Sandro Waldmann einstimmig bestätigt wurde, und seit 21. Oktober 2022 ist er Gemeinderat. der Großgemeinde Lockenhaus. Seit 28. Januar 2023 ist er 1. Vizepräsident des Verbandes freiheitlicher und unabhängiger Gemeindevertreter Burgenland. Zur Nationalratswahl 2024 trat er auf Bundesliste Platz 51, Listenplatz 5 der Landesliste und Regionalwahlkreis Platz 3 an. Zur burgenländischen Landtagswahl trat Sandro Waldmann auf Platz 9 der Landesliste und Platz 1 beim Wahlkreis 4 Oberpullendorf an. Dort gelang es ihm das erste Mal in der Geschichte der FPÖ Burgenland im Wahlkreis 4 in Oberpullendorf der Einzug in den Landtag durch ein Grundmandat. Seit 6. Februar 2025 ist er Abgeordneter zum Burgenländischen Landtag. Im Burgenländischen Landtag ist er Bereichssprecher der FPÖ für Arbeitnehmer, Lehrlinge, Pendler, Jugend und Energie.